# Melitaea lucida
Melitaea lucida är en fjärilsart som beskrevs av Ruggero Verity 1950. Melitaea lucida ingår i släktet Melitaea och familjen praktfjärilar. Inga underarter finns listade i Catalogue of Life.